# Óbudai zsidó temető
Az Óbudai zsidó temető Budapest III. kerületében, Óbudán található. 

## Története

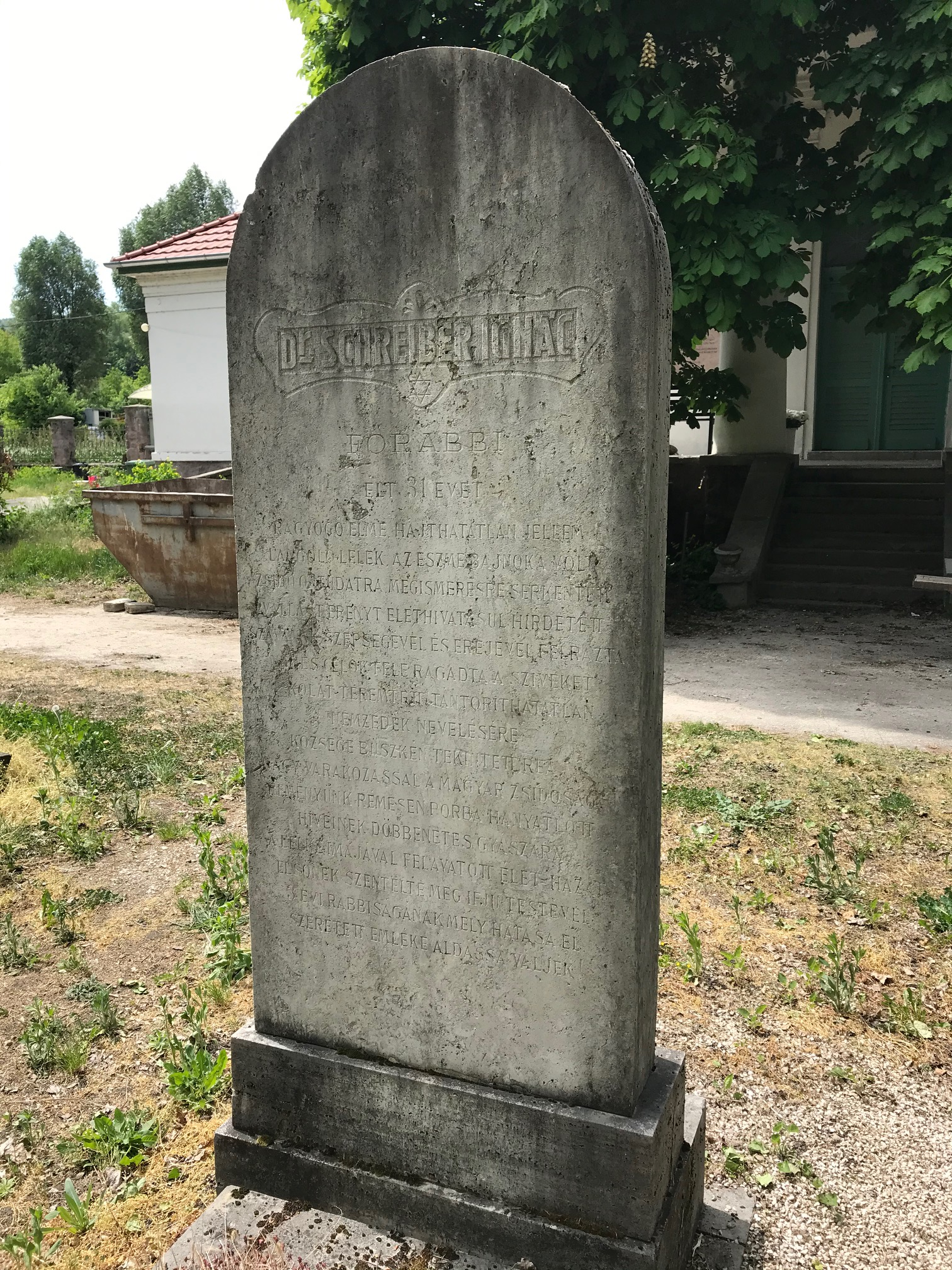
Schreiber Ignác sírköve

A temetőt 1922-ben nyitotta meg az óbudai zsidó közösség 12 évvel azután, hogy a köztemetőt az 1910-es létrehozáskor három részre osztották. Ekkor az egyik részt az izraelita felekezetűeknek szánták. A megnyitó imádságot, az akkor harmincegy éves Schreiber Ignác rabbi tartotta. Beszédében a következőket mondta: "Vajon ki lesz az első halott? Egyszerű ember, vagy nagy ember?" A sors iróniája, hogy három nappal a temető megnyitása után Schreibert a zsinagóga előtt elgázolta az 51-es villamos, így éppen ő lett az első, akit itt temettek el. A régi óbudai temetőkből számos elhunyt hamvait exhumálták és temették át az új temetőbe, köztük Óbuda legnagyobb rabbijáét, Müncz Mózesét, az irodalomtörténész és rabbi Wellesz Gyuláét és Klein Gyula óbudai főrabbi hamvait is. Müncz Mózes síremléke jelentős zarándokhely, külföldről is sokan keresik fel. Az ortodoxok azonban nem mennek közel a sírhoz, a kerítés mögül, az utcáról imádkoznak. Az exhumált hamvak részére kialakítottak tömegsírokat, a Laborc utcaiak a szertartási épület mellett, míg a Táborhegyiek 1957-ben állított emlékköve a temető végében található.
Több első világháborús katonasír is fellelhető a temető területén.
A temetőben található a Budai Chevra Kadisához tartozó Maros utcai Kórház 92 áldozatának sírja is, akiket 1945. január 12-én nyilasok gyilkoltak meg Kun páter vezetésével. A 20-25 tagból álló nyilas különítmény módszeresen kiirtotta a kórház betegeit, orvosait és nővéreit. Kit a kertben lőttek agyon, kit a betegágyában ért a halál. Kun pátert, aki az egységet irányította, háborús bűnösként ítélte el a Népbíróság.
A gyalogmenet áldozatainak síremléke
Adolf Eichmann negyvenezer munkást követelt a magyar hatóságoktól, akiket az Óbudai Téglagyárban gyűjtöttek össze, majd gyalogmenetben  Szőny, Győr irányában hajtották végig az osztrák határ erődítési munkáihoz. Ezt a halálutat emberek ezreinek holtteste szegélyezte. 1947-ben emlékükre állították fel a holokauszt óbudai zsidó mártírjainak szimbolikus síremlékét.
Nevezetes halottak
- Fellegi Tamás (1930–2015) újságíró, szerkesztő
- Gelléri Andor Endre (1906–1945) író, novellista
- Klein Gyula (1850–1895) rabbi
- Mérei Ferenc (1909–1986) pszichológus, pedagógus, hálózatkutató
- Müncz Mózes (1750–1831) rabbi
- Pongrácz Jenő (1882–1956) ügyvéd, jogi író, szerkesztő
- Reismann Mariann (1911–1991) fotográfus, fotóművész
- Taub János (1927–2010) Kossuth-díjas rendező, színházigazgató
- Vajda Ernő (1889–1980) fotóművész
- Varannai István (1895–1970) ügyvéd
- Wellesz Gyula (1872–1915) rabbi, irodalomtörténész